# Cerylonidae
Cerylonidae je čeleď brouků z nadčeledi Cucujoidea.
Jedná se o malé druhy dorůstající délky 0,8–3 mm. Zbarvení je obvykle červené, černé nebo hnědé. Vyskytují se nejčastěji pod kůrou stromů, ale i v kompostu a jiném rozkládajícím se rostlinném materiálu.

## Taxonomie
- Podčeleď Ceryloninae
  - Rod Cerylon Latreille, 1802
    - Cerylon fagi Brisout de Barneville, 1867
    - Cerylon histeroides Fabricius, 1792
    - Cerylon ferrugineum Stephens, 1830
    - Cerylon impressum Erichson, 1845
    - Cerylon deplanatum Gyllenhal, 1827

  - Rod Philothermus
- Podčeleď Euxestinae
  - Rod Euxestus
  - Rod Hypodacne
- Podčeleď Murmidiinae
  - Rod Botrodus
  - Rod Murmidius
  - Rod Mycocerinus
- Podčeleď Ostomopsinae
  - Rod Ostomopsis